# Citi Open 2019
Il Citi Open 2019 è stato un torneo di tennis giocato sul cemento. È stata la 51ª edizione del torneo maschile, che fa parte della categoria ATP World Tour 500 series nell'ambito dell'ATP World Tour 2019 e la 9ª edizione del torneo femminile, che fa parte della categoria International nell'ambito del WTA Tour 2019. Si è giocato al William H.G. FitzGerald Tennis Center di Washington dal 29 luglio al 4 agosto 2019.

## Partecipanti ATP

### Teste di serie
| Nazionalità | Giocatore             | Ranking* | Testa di serie |
| ----------- | --------------------- | -------- | -------------- |
| Grecia      | Stefanos Tsitsipas    | 6        | 1              |
| Russia      | Karen Khachanov       | 8        | 2              |
| Russia      | Daniil Medvedev       | 9        | 3              |
| Sudafrica   | Kevin Anderson        | 11       | 4              |
| Stati Uniti | John Isner            | 14       | 5              |
| Croazia     | Marin Čilić           | 17       | 6              |
| Belgio      | David Goffin          | 18       | 7              |
| Canada      | Milos Raonic          | 21       | 8              |
| Canada      | Félix Auger-Aliassime | 23       | 9              |
| Francia     | Benoît Paire          | 28       | 10             |
| Francia     | Gilles Simon          | 33       | 11             |
| Australia   | Alex de Minaur        | 34       | 12             |
| Regno Unito | Kyle Edmund           | 35       | 13             |
| Germania    | Jan-Lennard Struff    | 36       | 14             |
| Francia     | Pierre-Hugues Herbert | 39       | 15             |
| Stati Uniti | Frances Tiafoe        | 41       | 16             |

* Ranking al 22 luglio 2019.

### Altri partecipanti
I seguenti giocatori hanno ricevuto una wild card per il tabellone principale:
- Christopher Eubanks
- Bjorn Fratangelo
- Tommy Paul
- Jack Sock

I seguenti giocatori sono passati dalle qualificazioni:

- Thai-Son Kwiatkowski
- Marc Polmans
- Brayden Schnur
- Tim Smyczek
- Mikael Torpegaard
- Donald Young

I seguenti giocatori sono entrati in tabellone come lucky loser:
- Peter Gojowczyk
- Norbert Gombos
- Ilya Ivashka

### Ritiri
Prima del torneo
- Kevin Anderson → sostituito da  Norbert Gombos
- Tomáš Berdych → sostituito da  Marius Copil
- Ugo Humbert → sostituito da  Ilya Ivashka
- Gaël Monfils → sostituito da  Alexander Bublik
- Kei Nishikori → sostituito da  Bradley Klahn
- Sam Querrey → sostituito da  Malek Jaziri
- Denis Shapovalov → sostituito da  Lloyd Harris
- Bernard Tomić → sostituito da  Peter Gojowczyk

## Partecipanti WTA

### Teste di serie
| Nazionalità   | Giocatrice               | Ranking* | Testa di serie |
| ------------- | ------------------------ | -------- | -------------- |
| Stati Uniti   | Sloane Stephens          | 8        | 1              |
| Stati Uniti   | Madison Keys             | 17       | 2              |
| Stati Uniti   | Sofia Kenin              | 28       | 3              |
| Taipei cinese | Hsieh Su-wei             | 31       | 4              |
| Ucraina       | Lesia Tsurenko           | 36       | 5              |
| Rep. Ceca     | Kateřina Siniaková       | 41       | 6              |
| Russia        | Anastasia Pavlyuchenkova | 44       | 7              |
| Porto Rico    | Mónica Puig              | 45       | 8              |

* Ranking al 22 luglio 2019.

### Altre partecipanti
Le seguenti giocatrici hanno ricevuto una wild card per il tabellone principale:
- Hailey Baptiste
- Allie Kiick
- Caty McNally

La seguente giocatrice è entrata in tabellone con il ranking protetto:
- Shelby Rogers

Le seguenti giocatrici sono passate dalle qualificazioni:

- Cori Gauff
- Varvara Gracheva
- Anna Kalinskaya
- Sachia Vickery

### Ritiri
Prima del torneo
- Bianca Andreescu → sostituita da  Lauren Davis
- Belinda Bencic → sostituita da  Zarina Diyas
- Margarita Gasparyan → sostituita da  Anna Blinkova
- Barbora Strýcová → sostituita da  Shelby Rogers
- Vera Zvonarëva → sostituita da  Kirsten Flipkens

## Punti e montepremi
| Torneo              | Torneo              | V       | F       | SF     | QF     | 3T     | 2T     | 1T    | Q  | Q2    | Q1    |
| Singolare maschile  | Punti               | 500     | 300     | 180    | 90     | 45     | 20     | 0     | 10 | 4     | 0     |
| Singolare maschile  | Premi in denaro ($) | 365.390 | 183.780 | 92.980 | 48.670 | 24.400 | 12.845 | 7.205 | 0  | 2.710 | 1.355 |
| Doppio maschile     | Punti               | 500     | 300     | 180    | 90     | –      | –      | 0     | –  | –     | –     |
| Doppio maschile     | Premi in denaro ($) | 123.000 | 60.200  | 30.190 | 15.500 | –      | –      | 8.000 | –  | –     | –     |
| Singolare femminile | Punti               | 280     | 180     | 110    | 60     | –      | 30     | 1     | 18 | 12    | 1     |
| Singolare femminile | Premi in denaro ($) | 43.000  | 21.400  | 11.500 | 6.200  | –      | 3.420  | 2.220 | –  | 1.285 | 750   |
| Doppio femminile    | Punti               | 280     | 180     | 110    | 60     | –      | –      | 1     | –  | –     | –     |
| Doppio femminile    | Premi in denaro ($) | 12.300  | 6.400   | 3.435  | 1.820  | –      | –      | 960   | –  | –     | –     |

## Campioni

### Singolare maschile
Nick Kyrgios ha sconfitto in finale  Daniil Medvedev con il punteggio di 7–6(6), 7–6(4).
- È il sesto titolo in carriera per Kyrgios, secondo della stagione.

### Singolare femminile
Jessica Pegula ha sconfitto in finale  Camila Giorgi con il punteggio di 6-2, 6-2.
- È il primo titolo in carriera per Pegula.

### Doppio maschile
Raven Klaasen /  Michael Venus hanno sconfitto in finale  Jean-Julien Rojer /  Horia Tecău con il punteggio di 3-6, 6-3, [10-2].

### Doppio femminile
Cori Gauff /  Caty McNally hanno sconfitto in finale  Maria Sanchez /  Fanny Stollár con il punteggio di 6-2, 6-2.